# Aeroportul Regional Deer Lake
Aeroportul Regional Deer Lake (în engleză Deer Lake Regional Airport) (IATA: YDF, ICAO: CYDF) este un aeroport din Deer Lake⁠(d), Newfoundland și Labrador, Canada ce deservește zona Deer Lake⁠(d). Aeroportul a fost tranzitat în 2021 de 140.937 de pasageri.
Situat la o altitudine de 22 m, aeroportul dispune de 1 pistă.

## Infrastructură

### Piste
Aeroportul dispune de o singură pistă. Pista are orientarea 07/25. 